# Le Galant Tireur
Le Galant Tireur est un poème en prose de Charles Baudelaire publié en 1869 dans Le Spleen de Paris.

## Analyse
Le poème met en scène un homme qui traverse un bois en voiture avec sa femme ; il fait arrêter la voiture afin de « tuer le Temps » sur un champ de tir, en tirant sur une cible ; il rate ses tirs, sa femme se moque de sa maladresse ; l’homme lui dit alors d’imaginer qu’elle est « cette poupée, là-bas, à droite, qui porte le nez en l’air et qui a la mine si hautaine ». Il tire en fermant les yeux : « la poupée fut nettement décapitée » et l'homme dit à « son exécrable femme, son inévitable et impitoyable Muse » : « Ah ! mon cher ange, combien je vous remercie de mon adresse ! ».
Des critiques y voient une métaphore de la stratégie de Baudelaire dans Le Spleen de Paris : de même que le tireur répond aux moqueries de son épouse en tirant sur son image, ainsi le poète cible avec ses poèmes en prose ceux qui s’étaient moqués de sa poésie. 